# Lancasteri Matilda
Lancasteri Matilda (1339. április 4. – 1362. április 10.) IV. Henrik angol király anyai nagynénje.
A Bolingbroke Kastélyban, az angliai Lincolnshire megyében, Henry of Grosmont (Lancaster 1. hercege) és Isabel de Beaumont grófnő két lánya közül az elsőként. Egy húga született még, Blanka, 1345. március 25-én.
Matilda kétszer is férjhez ment élete során. Első férje Ralph Stafford volt, ám a házasság csak pár évig tartott, a férfi haláláig. 1352-ben, Londonban az asszony ismét oltár elé állt, ezúttal I. Vilmos bajor herceggel (V. Vilmos, Hainault grófja), akitől gyermeke született, egy leány, de valószínűleg ő még csecsemőként meghalt.
1361-ben apja hercegi címe és hatalmas, nagy értékű birtokai fele-fele arányban Matildára és húgára, Blankára szálltak át, azonban a középkorban nők még nem viselhettek saját jogukon ilyen magas rangot, s nem birtokolhattak semmilyen földtulajdont, hanem amennyiben már férjnél voltak az öröklés pillanatában, minden vagyonuk felett férjük vette át a teljes ellenőrzést. Ebben az esetben is az történt, hogy a Leicester grófja címet Matilda második férje, Vilmos kapta meg, a Lancaster hercege címet pedig Blanka hitvese, Genti János birtokolhatta.
23 éves korában halt meg, öröksége és rangja így húgára, pontosabban húga férjére szállt át, mivel Matildának nem volt gyermeke.
Özvegye, Vilmos még 1389. április 15-ig, 58 éves koráig élt. Többé nem nősült újra.